# Friedrich Wilhelm von Cotta
Friedrich Wilhelm von Cotta (* 12. Dezember 1796 in Zillbach; † 14. Februar 1874 in Tharandt) war Mitdirektor der Forsthochschule Tharandt und später Leiter der sächsischen Forstvermessungsanstalt.

## Leben
Er war der älteste Sohn des Forstwissenschaftlers Heinrich Cotta und dessen Ehefrau Christiane Ortmann (1739–1802). Im Jahr 1811 siedelte er mit seinen Eltern nach Tharandt über, wo sein Vater eine Forstakademie gegründet hatte.
Während der Befreiungskriege gegen Napoleon von 1813 bis 1815 kämpfte er in einem Jägerbataillon. Nach dem Krieg trat er als Forstakademiker der Forsthochschule Tharandt bei.
Im Jahr 1821 beteiligte er sich an den Forstvermessungs- und Taxationsarbeiten im Königreich Sachsen, die von seinem Vater geleitet wurden. Später wurde er zur Unterstützung seines Vaters Mitdirektor der Forstakademie. Im Jahr 1830 wurde er Forstmeister, dazu erhielt er die alleinige Leitung der Forstvermessungsanstalt (später Forsteinrichtungsanstalt), welcher er bis 1852 vorstand. Sie wurde seinerzeit nach Dresden verlegt, ein Umzug, den der Leiter nicht mitmachte. Er wurde stattdessen Oberforstmeister der Inspektion Grillenburg. Er verblieb dort bis zu seiner Pensionierung am 1. Januar 1874.
Im Übrigen war er noch langjähriger Vorstand des Sächsischen Forstvereins, zu dessen Mitbegründern er gehörte.
Streng gegen sich selbst, verlangte er auch von seinen Untergebenen treue Pflichterfüllung und namentlich unbedingte Zuverlässigkeit. Er vertrat dieselben dann aber auch nach oben hin mit einem Freimut, der seinem Charakter alle Ehre machte. Zahlreiche Arbeiten in der Praxis und für dieselbe – er leitete, außer der sächsischen Forsteinrichtung, auch noch Taxationen in Altenburg und Böhmen – ließen ihn zu literarischen Beschäftigungen weniger Zeit finden. 

### Wirken
Cottas Hauptverdienst bestand in Begründung und Durchführung der sächsischen Flächenfachwerksmethode. Waldeseinteilung und die Formierung der Hiebszüge im Gebirge waren seine Spezialität. Viele deutsche und außerdeutsche in Tharandt studierende Forstwirte verdankten ihm ihre praktische Ausbildung im Forsteinrichtungswesen. 
Für die anschließende Entwicklung der Bodenreinertragslehre von Max Preßler hatte er allerdings kein Verständnis mehr; er gehörte zu den Unterzeichnern jenes famosen (unmotivierten) Protestes, der 1865 bei der XXV. Versammlung deutscher Land- und Forstwirte in Dresden formuliert wurde.
Er beteiligte sich mit seinen Brüdern an der Herausgabe der späteren Auflagen der väterlichen Werke.